# آساکورا کاگه‌تسونه
آساکورا کاگه‌تسونه (به ژاپنی: 朝倉 景恒 あさくら かげつね); نامشخص – ۲۷ اکتبر ۱۵۷۰) سامورایی دومین پسر آساکورا کاگه‌توشی اهل ژاپن در اواخر دوره سنگوکو بود. وی ملازم خاندان آساکورا بود. در سال ۱۵۶۶ هنگامی که آشیکاگا یوشی‌آکی به محل اقامت وی در بخش تسوروگا، فوکائی در ولایت اچیزن وارد شد از وی استقبال کرد. پس از مدتی یوشی‌آکی به قلعه ایچیجودانی رفت. در ماه هفتم از سال ۱۵۶۸ هنگامیکه آشیکاگا یوشی‌آکی به حمایت اودا نوبوناگا از ولایت اچیزن خارج شد و به قلعه گیفو حرکت کرد. کاگه‌تسونه ۲۰۰۰ سرباز را برای حفاظت با وی روانه کرد.
در ماه چهارم سال ۱۵۷۰ هنگامیکه اودا نوبوناگا به ولایت اچیزن در طی محاصره کانگاساکی (۱۵۷۰) حمله کرد، در قلعه کانگاساکی با حمله شدید نوبوناگا مواجه شد و سرانجام قلعه را تسلیم وی کرد. پس از این تسلیم با سرزنش بسیاری از بزرگان خاندان مواجه شد و پس از چند ماه زندگی در ایهی-جی در ناامیدی در ماه نهم از سال ۱۵۷۰ درگذشت.